# Comuna Fântânele, Arad
Fântânele (în maghiară Angyalkút, în germană Engelsbrunn) este o comună în județul Arad, Banat, România, formată din satele Fântânele (reședința) și Tisa Nouă.

## Demografie
Componența etnică a comunei Fântânele
     Români (81,97%)
     Maghiari (6,39%)
     Slovaci (2,51%)
     Alte etnii (1,89%)
     Necunoscută (7,24%)
Componența confesională a comunei Fântânele
     Ortodocși (64,77%)
     Penticostali (8,8%)
     Romano-catolici (7,76%)
     Reformați (4,34%)
     Baptiști (3,85%)
     Alte religii (2,69%)
     Necunoscută (7,79%)
Conform recensământului efectuat în 2021, populația comunei Fântânele se ridică la 3.273 de locuitori, în creștere față de recensământul anterior din 2011, când fuseseră înregistrați 3.090 de locuitori. Majoritatea locuitorilor sunt români (81,97%), cu minorități de maghiari (6,39%) și slovaci (2,51%), iar pentru 7,24% nu se cunoaște apartenența etnică. Din punct de vedere confesional, majoritatea locuitorilor sunt ortodocși (64,77%), cu minorități de penticostali (8,8%), romano-catolici (7,76%), reformați (4,34%), baptiști (3,85%) și altele (1,13%), iar pentru 7,79% nu se cunoaște apartenența confesională.

## Politică și administrație
Comuna Fântânele este administrată de un primar și un consiliu local compus din 13 consilieri. Primarul, Nicolae Dolha[*], de la Partidul Național Liberal, este în funcție din octombrie 2020. Începând cu alegerile locale din 2024, consiliul local are următoarea componență pe partide politice:
|  | Partid                                 | Consilieri | Componența Consiliului | Componența Consiliului | Componența Consiliului | Componența Consiliului | Componența Consiliului | Componența Consiliului | Componența Consiliului | Componența Consiliului | Componența Consiliului |
|  | -------------------------------------- | ---------- | ---------------------- | ---------------------- | ---------------------- | ---------------------- | ---------------------- | ---------------------- | ---------------------- | ---------------------- | ---------------------- |
|  | Partidul Național Liberal              | 9          |                        |                        |                        |                        |                        |                        |                        |                        |                        |
|  | Partidul Social Democrat               | 2          |                        |                        |                        |                        |                        |                        |                        |                        |                        |
|  | Uniunea Democrată Maghiară din România | 1          |                        |                        |                        |                        |                        |                        |                        |                        |                        |
|  | Alianța pentru Unirea Românilor        | 1          |                        |                        |                        |                        |                        |                        |                        |                        |                        |

## Atracții turistice
- Biserica Romano-Catolică "Îngerul Păzitor" din satul Fântânele, construită în anul 1780
- Castelul "Kövér-Appel" din Fântânele

## Personalități născute aici
- Erhardt Kapp (n. 1959), fotbalist american.